# 8306 Shoko
8306 Shoko è un asteroide della fascia principale. Scoperto nel 1995, presenta un'orbita caratterizzata da un semiasse maggiore pari a 2,2417231 UA e da un'eccentricità di 0,2199556, inclinata di 4,77512° rispetto all'eclittica.